# جويل وارنر
جويل وارنر (بالإنجليزية: Joel Warner)‏ هو كاتب أمريكي، ولد في 1978.